# Коломб (Лоар и Шер)
Коломб (фр. Colombe) насеље је и општина у централној Француској у региону Центар (регион), у департману Лоар и Шер која припада префектури Блоа.
По подацима из 2011. године у општини је живело 205 становника, а густина насељености је износила 11,17 становника/km². Општина се простире на површини од 18,36 km². Налази се на средњој надморској висини од 130 метара (максималној 153 m, а минималној 118 m).

## Демографија
| 1962. | 1968. | 1975. | 1982. | 1990. | 1999. | 2011. |
| ----- | ----- | ----- | ----- | ----- | ----- | ----- |
| 197   | 212   | 193   | 149   | 127   | 119   | 205   |

График промене броја становника у току последњих година